# Capodimonte
Capodimonte – miejscowość i gmina we Włoszech, w regionie Lacjum, w prowincji Viterbo.
Według danych na rok 2004 gminę zamieszkiwało 1686 osób, 27,6 os./km².